# José Cláudio Machado
José Cláudio Machado (Tapes, 17 de novembro de 1948 — Guaíba, 12 de dezembro de 2011) foi um músico brasileiro, intérprete da música nativa do Rio Grande do Sul. José Cláudio foi o vencedor da II Califórnia da Canção Nativa de 1972, com a música Pedro Guará.

## Biografia
Foi integrante do grupo Os Tapes e na década de 1970 integrou o grupo nativista Os Teatinos, ao lado de Glênio Fagundes, Marco Aurélio Campos e Paulo Fagundes. Grupo Os Andejos , Grupo Os Bolicheiros , com Leopoldo Rassier, Gilberto Monteiro . Viveu na Argentina por quase 1 ano.  Fez algumas parcerias com Jayme Caetano Braun (1924 – 1999), Criador /idealizador de festivais como: - Reculuta da Canção Crioula de Guaíba ,década de 1980 -  Acampamento da  Arte Gaúcha ,para artistas inéditos em Tapes  . Idealizador do Parque da Harmonia em Porto Alegre , que reúne os festejos do 20 de Setembro, até hoje . Interpretou os mais belos versos de Mauro Moraes e participou do conjunto musical gauchesco Os Serranos em duas oportunidades, a última na metade da década de 80, quando gravou o álbum Isto É... Os Serranos.

### Sucessos
José Claudio era tido como um mito da música nativa. Sua voz grave e os acompanhamentos bem como as letras, eram basicamente voltadas às culturas interioranas do Rio Grande do Sul. Natural de Tapes, às margens da Lagoa dos Patos, cerca de 110 km ao sul de Porto Alegre, José era um eterno apaixonado pela lida campeira e os costumes do homem do campo. Seu grande e primeiro sucesso foi Pedro Guará , sendo letra e música de sua autoria.   Foi o interprete da milonga Entrando no M'Bororé no festival Coxilha de Cruz Alta, música de autoria de Elton Saldanha e João Sampaio. Entre seus grandes sucessos estão: -  Pêlos Letra e música dele mesmo, -Defumando Ausências letra de Telmo de Lima Freitas  - Lástima,  - Batendo Casco  e o seu grande sucesso Milonga Abaixo de Mau Tempo,que ele considerou um hino  letra de Mauro Moraes , que foi regravado por vários artistas gaúchos, como Walther Moraes, Luiz Marenco, Paulo Fogaça, e outros. Ganhador de Vários festivais e considerado em quase todos como melhor intérprete. 

### Morte
Na tarde do dia 12 de dezembro de 2011, uma segunda-feira, o mundo gaúcho amanheceu mais triste. Partia um dos mais renomados cantores nativistas da história. Devido a complicações pulmonares, José estava internado desde junho do mesmo ano;  tinha 63 anos de idade, e já estava na vida artística há mais de 45. Estava casado com a senhora Miriam Elisabete Quadros Machado há mais de 25 anos.
José Claudio Machado foi velado no Plenário da Câmara de Vereadores de Guaíba, onde fez sua última apresentação em 14 de outubro de 2010, em comemoração aos 84 anos do município, durante a 14ª Expofeira Centro Sul, no Ginásio de Esportes Ruy Coelho Gonçalves, o Coelhão.

## Discografia

### Álbuns de estúdio
| Ano  | Álbum                                                          | Gravadora             |
| ---- | -------------------------------------------------------------- | --------------------- |
| 1983 | Recordando a Querência                                         |                       |
| 1987 | Gaúcho                                                         | Discoteca Produções   |
| 1988 | Fletes e Amores                                                | Discoteca Produções   |
| 1990 | Pedro Guará                                                    | Discoteca Produções   |
| 1990 | Cantar Galponeiro                                              | ACIT                  |
| 1993 | Milongueando uns Troços (com Bebeto Alves)                     | RBS Discos/RGE Discos |
| 1995 | Entre Amigos                                                   | RBS Discos            |
| 1997 | Campesino                                                      | USA Discos            |
| 2000 | Tapeando o Sombreiro                                           | Mega Tchê Discos      |
| 2001 | Em Espanhol                                                    | Mega Tchê Discos      |
| 2001 | De Bota e Bombacha (com Luiz Marenco)                          | Mega Tchê Discos      |
| 2001 | Marcas – José Cláudio Machado e a Poesia de Valdo Nóbrega      | Raízes Discos         |
| 2005 | Arranchado                                                     | Mega Tchê Discos      |
| 2006 | Gaúchos Cantam Tangos (com João de Almeida Neto e Jari Terres) | USA Discos            |
| 2011 | Canção do Gaúcho                                               | Mega Tchê Discos      |

Com o Os Serranos
| Ano  | Álbum                 | Gravadora  |
| ---- | --------------------- | ---------- |
| 1987 | Isto É... Os Serranos | Chantecler |

### Álbuns ao vivo
| Ano  | Álbum                              | Gravadora        |
| ---- | ---------------------------------- | ---------------- |
| 2008 | No Meu Rancho - Acústico e ao Vivo | Mega Tchê Discos |
| 2009 | Ao Vivo em Vacaria                 | Mega Tchê Discos |

#### Coletâneas
| Ano  | Álbum                | Gravadora  |
| ---- | -------------------- | ---------- |
| 1998 | Acervo Gaúcho        | USA Discos |
| 2007 | Os Melhores Sucessos | USA Discos |

## Videografia

### DVDs
| Ano  | DVD                                | Gravadora  |
| ---- | ---------------------------------- | ---------- |
| 2008 | No Meu Rancho - Acústico e ao Vivo | USA Discos |

## Prêmios e indicações

### Prêmio Açorianos
| Ano  | Categoria                     | Indicação            | Resultado |
| ---- | ----------------------------- | -------------------- | --------- |
| 1999 | Intérprete de Música Regional | José Cláudio Machado | Indicado  |
| 1999 | Disco de Música Regional      | Marcas               | Indicado  |
| 2001 | Intérprete de Música Regional | José Cláudio Machado | Venceu    |